# William Bridgeman
William Clive Bridgeman, 1. vikomt Bridgeman (31. prosince 1864, Londýn, Anglie – 14. srpna 1935, Leigh Manor, Shropshire, Anglie) byl britský státník. Původně se uplatnil v městské správě Londýna, po třech neúspěšných pokusech o zvolení do Dolní sněmovny byl dlouholetým poslancem (1906–1929) a stal se vlivným politikem Konzervativní strany. Během první světové války zastával nižší funkce ve vládě, po válce byl ministrem vnitra (1922–1924) a ministrem námořnictva (1924–1929). Po odchodu z vlády byl v roce 1929 povýšen na vikomta a povolán do Sněmovny lordů.

## Životopis

Erb 1. vikomta Bridgemana

Pocházel ze šlechtické rodiny hrabat z Bradfordu, narodil se jako jediný syn reverenda Johna Orlanda Bridgemana (1831–1897), po matce pocházel z rodu Clive. Byl synovcem dlouholetého vysoce postaveného dvořana 3. hraběte z Bradfordu a bratrancem politika 1. hraběte z Plymouthu. Studoval v Etonu a Cambridge, během studií vynikl jako hráč kriketu. Svou kariéru zahájil na přelomu 80. a 90. let jako tajemník ministrů Hollanda a Hicks-Beache. V letech 1892 a 1895 neúspěšně kandidoval ve volbách do Dolní sněmovny. Od roku 1897 byl členem školské rady v Londýně a od roku 1904 členem rady hrabství Londýn. V letech 1906–1929 byl poslancem Dolní sněmovny (celou dobu zastupoval volební obvod Oswestry, kde neúspěšně kandidoval v doplňovacích volbách již v roce 1904). Brzy se zařadil mezi přední mluvčí Konzervativní strany a za první světové války vstoupil do koaličního kabinetu. Nejprve byl lordem pokladu (1915–1916), v Asquithově vládě se stal parlamentním tajemníkem na ministerstvu práce (1916–1919) a poté byl krátce parlamentním tajemníkem ministerstva obchodu (1919–1920). Členem širšího kabinetu byl jmenován ve funkci ministra pro správu státních dolů (1920–1922), od roku 1920 byl též členem Tajné rady. V letech 1922–1924 byl ministrem vnitra a nakonec ministrem námořnictva (1924–1929). Ve svých ekonomických úřadech proslul jako odpůrce odborů a stávek. Jako blízký spolupracovník Stanleye Baldwina patřil k předním oponentům labouristů. V roce 1929 získal titul vikomta a vstoupil do Sněmovny lordů.
Zastával také řadu dalších čestných funkcí, byl mimo jiné smírčím soudcem a zástupcem místodržitele v hrabství Shropshire, kde vlastnil statky. Byl předsedou různých komisí a výborů, v roce 1930 získal čestný doktorát v Cambridge.
V roce 1895 se oženil s Caroline Parkerovou (1873-1961) z rodu hrabat z Macclesfieldu, která proslula jako politická aktivistka a byla nositelkou Řádu britského impéria. Měli spolu čtyři děti, starší syn Robert Clive Bridgeman, 2. vikomt Bridgeman (1896-1982), byl dědicem titulu vikomta, sloužil v armádě a dosáhl hodnosti generálmajora. Mladší syn Sir Maurice Bridgeman (1904-1980) působil jako státní úředník na několika ministerstvech. Současným představitelem rodu je Robin John Orlando Bridgeman, 3. vikomt Bridgeman (*1930).